# Acronauplie
La citadelle d'Acronauplie (grec moderne : Ακροναυπλία) est un ancien fort construit sur une presqu'île rocheuse haute de 45 m, dominant la ville de Nauplie en Grèce. La forteresse est composée de trois ensembles se succédant le long du rocher, le « château des Grecs » (Castel dei Greci) à l'extrémité ouest, le « château des Francs » (Castel dei Franchi) au centre, et le « château du Toron » (Castello di Toro) à l'est.

## Histoire

### Antiquité
Le nom signifie « haute-Nauplie », comme acropole signifie « haute-ville ». Le site est occupé dès l'Antiquité. 
En -628, Nauplie est soumise à Argos, puis à Sparte. En -233, elle rejoint la Ligue achéenne jusqu'en -146, date à laquelle la cité entre dans l'orbite romaine. À l'époque de Pausanias (IIe siècle), la cité est déserte.

### Moyen Âge
La citadelle est l'instrument majeur de défense de la ville lors de la prise de la ville en 1211 par Geoffroi Ier de Villehardouin. 

### Époque moderne
La forteresse est renforcée par les Vénitiens en 1502 avec la construction de la tour ouest.
En 1540, la citadelle et la ville tombent aux mains des Turcs, qui renforcent les défenses en installant des canons. Mais sa position stratégique est éclipsée par celle de la forteresse Palamède construite au début du XVIIe siècle, dont elle est à portée d'artillerie.

### Époque contemporaine
La citadelle est occupée par les insurgés grecs dans les premiers jours de 1823 en même temps que le reste de la ville de Nauplie ; après l'indépendance elle sert de prison. Ses bâtiments sont détruits au cours des années 60 pour construire un hôtel Xenia (en), qui est actuellement désaffecté.

## Quelques vues du site

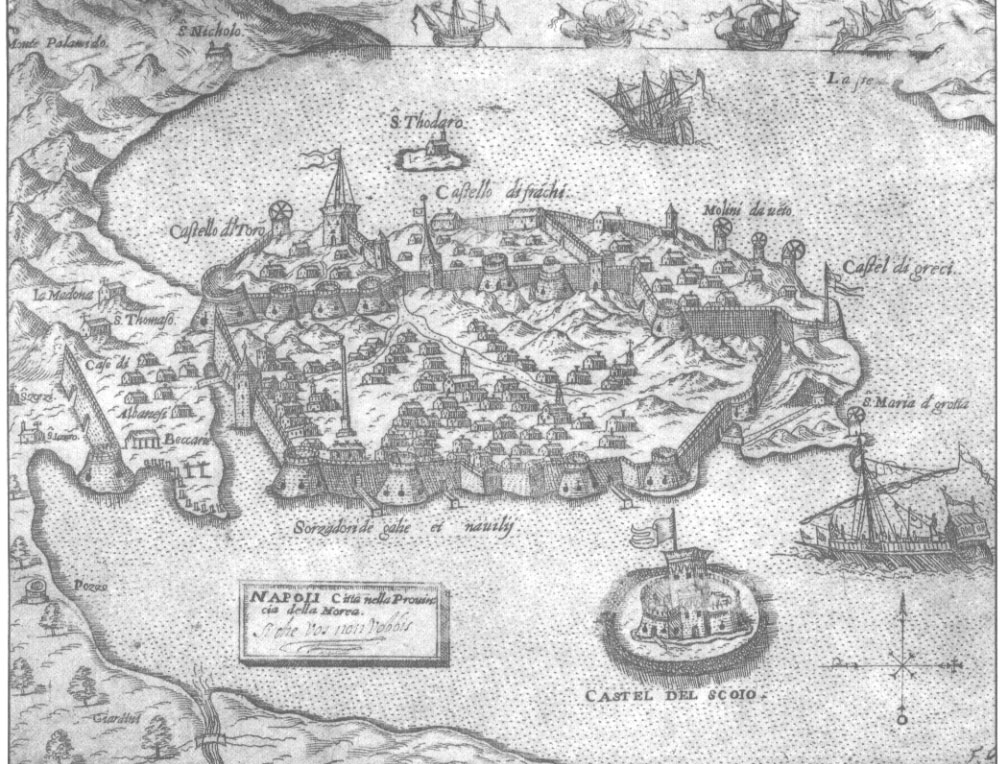
vue de Nauplie et de l'Acronauplie au XVIe siècle.
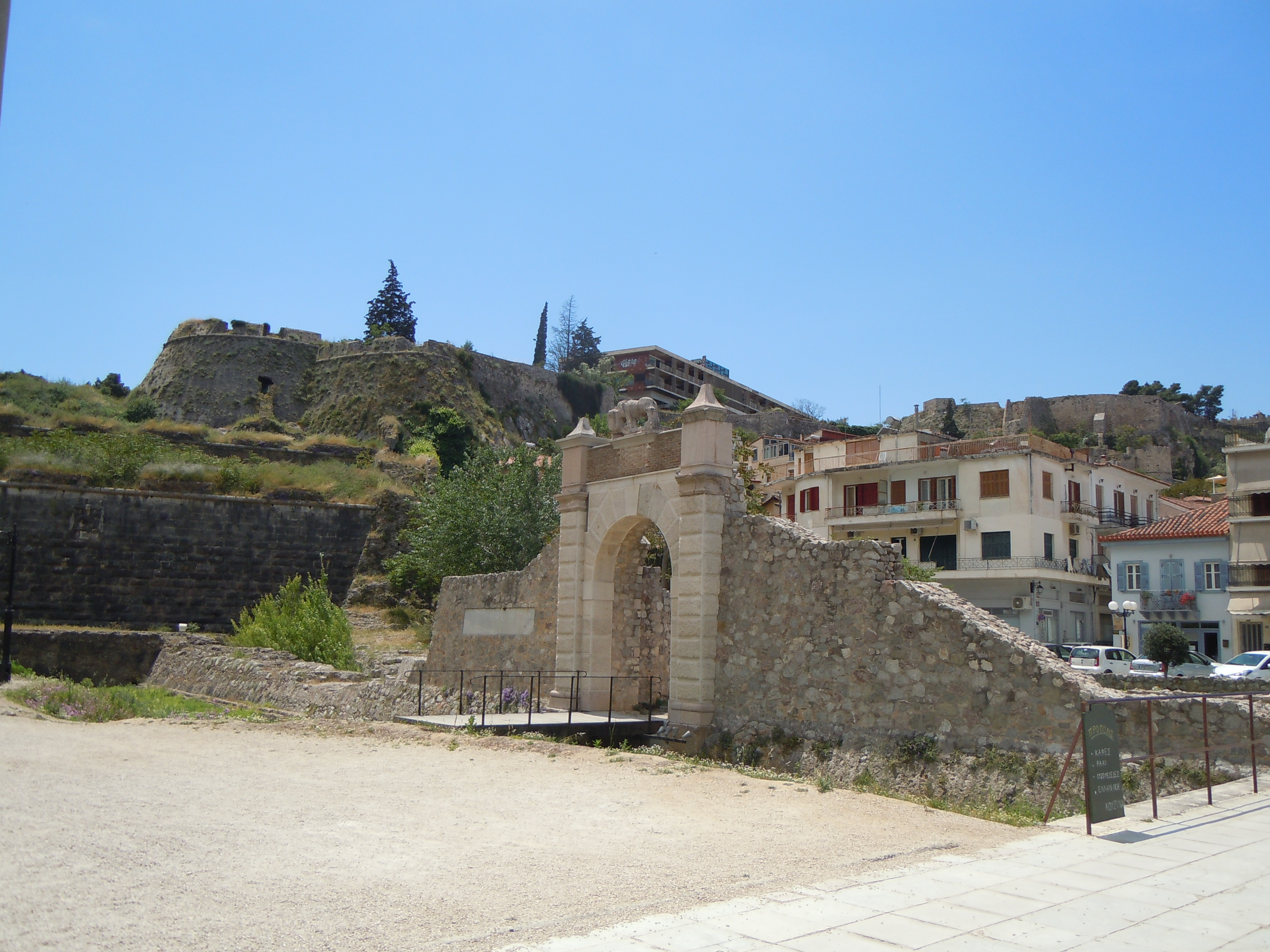
Vue de l'Acronauplie (Castello di Toro) depuis la Porta di Terraferma .